# Фунъя-но Ясухидэ

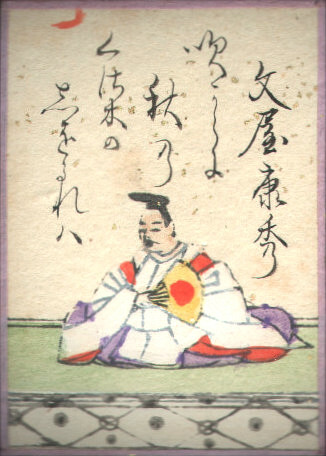
Фунья Ясухидэ

Фунъя-но Ясухидэ или Фунъя Ясухидэ, Бунъя но Ясухидэ (文屋 康秀, год рождения неизвестен — умер ок. 885?) — японский поэт раннего периода Хэйан.
Один из Роккасенов или «Шести бессмертных». Известно, что он был придворным невысокого ранга. Его стихи (танка) включены во многие классические антологии, начиная с Кокинвакасю. Ки-но Цураюки в предисловии к этой антологии характеризует его так: «Фунъя-но Ясухидэ в подборе слов искусен, но форма у него не соответствует содержанию. Словно торговец рядится в роскошные одежды…» (перевод А. Долина). Он также представлен в антологии «Хякунин иссю».

## Стихи

### Она налетит
Она налетит,
И никнут осенние травы,
Сгибаются дерева.
Воистину, горы и ветер,
Соединяясь, рождают бурю.
Переводчик: В. Санович.

### Хоть и греюсь в лучах
Сложил эту песню по повелению Государыни Нидзё, которая в ту пору еще называлась Госпожой из Опочивальни, когда она пожелала в третий день первой луны, чтобы случившиеся тут приближенные слагали стихи о снегопаде в солнечную погоду
Хоть и греюсь в лучах
весеннего яркого солнца,
горько осознавать,
что уже едва ли растает
снег, главу мою убеливший…
Переводчик: А. Долин.